# Might and Magic
A Might and Magic egy számítógépes szerepjáték-sorozat, melyet a New World Computing kezdett el fejleszteni, 1996-tól a 3DO-val közösen. A széria ötletgazdája Jon Van Canenghem. A Might and Magic-sorozat az elsők között volt, amely a komputeres szerepjáték fogalmát definiálta, olyan nagy nevek mellett, mint a Bard's Tale, az Ultima sorozat, vagy épp a Wizardry játékok.
Az eredeti játéksorozat a 3DO csődjével véget ért. A névjogok 1,3 millió dollárért az Ubisofthoz kerültek, amely azonban teljesen az alapoktól építette fel az egészet, kezdve a Heroes of Might and Magic V-tel és a Dark Messiah of Might and Magic-kel.

## Történet
A sorozat tíz fő játékból áll, amelyek különböző platformokon jöttek ki:
- Might and Magic I: The Secret of Inner Sanctum (1986; Apple II, Mac, DOS, Commodore 64, NES, MSX)
- Might and Magic II: Gates to Another World (1988; Apple II, Amiga, DOS, Commodore 64, Mac, Sega Genesis, SNES)
- Might and Magic III: Isles of Terra (1991; DOS, Mac, Amiga, SNES, Sega Genesis, PC-Engine CD-ROM)
- Might and Magic IV: Clouds of Xeen (1992; DOS, Mac)
- Might and Magic V: Darkside of Xeen (1993; DOS, Mac)
  - Might and Magic: World of Xeen (1995; DOS, a IV és V egy játékban)
- Might and Magic VI: The Mandate of Heaven (1998; Windows)
- Might and Magic VII: For Blood and Honor (1999; Windows)
- Might and Magic VIII: Day of the Destroyer (2000; Windows)
- Might and Magic IX: Writ of Fate (2002; Windows)
- Might & Magic X: Legacy (2014, Windows)

| 1986 | 1: The Secret of the Inner Sanctum |
| 1987 |                                    |
| 1988 | 2: Gates to Another World          |
| 1989 |                                    |
| 1990 |                                    |
| 1991 | 3: Isles of Terra                  |
| 1992 | 4: Clouds of Xeen                  |
| 1993 | 5: Darkside of Xeen                |
| 1994 | World of Xeen                      |
| 1995 |                                    |
| 1996 |                                    |
| 1997 |                                    |
| 1998 | 6: The Mandate of Heaven           |
| 1999 | 7: For Blood and Honor             |
| 2000 | 8: Day of the Destroyer            |
| 2001 |                                    |
| 2002 | 9: Writ of Fate                    |
| 2003 |                                    |
| 2004 |                                    |
| 2005 |                                    |
| 2006 |                                    |
| 2007 |                                    |
| 2008 |                                    |
| 2009 |                                    |
| 2010 |                                    |
| 2011 |                                    |
| 2012 |                                    |
| 2013 |                                    |
| 2014 | 10: Legacy                         |

### Spin-offok
A sorozat más játékstílusok területére is átmerészkedett, így más játékokban is találkozhatunk az univerzummal. A leghíresebbek a Heroes of Might and Magic, a Crusaders of Might and Magic, a Warriors of Might and Magic, a Legends of Might and Magic, a Might and Magic: Heroes Kingdoms, és a rajongók által fejlesztett Swords of Xeen.
2003 augusztusában a Ubisoft szerezte meg 1,3 millió dollárért a játékok kiadásának jogait a csődbement 3DO-tól. Azóta a kiadó több projektet is kiadott , közöttük a Heroes-sorozat ötödik epizódját, egy akció-stílusú játékot Dark Messiah of Might and Magic címmel, egy puzzle-RPG-t Might & Magic: Clash of Heroes címmel, valamint mobiltelefonokra a Might & Magic: Elemental Guardians című stratégiai játékot.

## Játékmenet
A Might and Magic világa egy jellemzően középkori fantáziavilág, amelyek az egyes epizódokban a cselekmény váratlan fordulatával hirtelen sci-fibe fordulnak át. A játékos egy több karakterből álló csapatot vezethet, melynek tagjai különféle karakterosztályokba tartoznak, melyek eltérő tulajdonságokkal rendelkeznek. A játék első személyű nézőpontot alkalmaz, mely az első néhány részben a Bard's Tale-sorozathoz hasonlított (mezőnként történő haladás, körökre osztott harcmenet), a hatodik epizódtól pedig háromdimenziós, szabadon mozgatható térré vált. A harcok körökre osztottak, de a sorozat későbbi epizódjaiban minden valós időben történik, a körökre osztás csak mint opció jelenik meg. A tizedik epizód hibrid megoldásként mezőnkénti haladást alkalmaz, de szabadon betekinthető háromdimenziós térben.
Mindegyik epizód egy relatíve nagy területen játszódik, több tucat órányi játékidőt biztosítva, amely térképekre osztható. Minden térképen jellemző, hogy találunk egy vagy több települést, labirintusokat, valamint csapatostól megjelenő ellenfeleket. Ők a klasszikus fantáziaregények, mesék és mondák szereplői, mint az óriáspatkány, a vérfarkas, a sárkány, vagy a zombi. A harmadik, negyedik és ötödik rész kissé elszakad a fantáziától és ügyesen vegyíti azt a tudományos-fantasztikus elemekkel, melyek azután a hatodik résztől mellékvonalon újra felbukkannak.
A játékok remek újrajátszhatósági faktort biztosítanak, hiszen a csapat összeállítása változtatható, más-más képességeket lehet felvenni, választhatunk a jó és rossz oldalak között, másként oldhatunk meg mellékküldetéseket, és rejtett kincsekre vadászhatunk.

## Történet
Bár a sztori alapvetően fantázia-jellegű, már az eredete is a sci-fi kategóriájába tartozik. A történet egy párhuzamos univerzum egyik galaxisában játszódik, ahol az Ősök elnevezésű űrutazó nép tartja ellenőrzése alatt a bolygókat. A játék minden egyes részében a hősökből verbuválódott csapat egy-egy ilyen bolygón harcol és teljesít küldetéseket, mígnem belekeverednek az Ősök ügyeibe is.
Az első öt epizód középponti alakja Sheltem, a Terra bolygó renegát őrzője, aki ismeretlen okok miatt gonosszá lesz, és bolygókat pusztít el úgy, hogy beletaszítja őket saját napjukba. Főhadiszállását a nacelleknek elnevezett lapos világokon rendezi be (amelyek valójában hatalmas űrhajók). Egy másik őrző, Corak azonban az Ősök megbízásából (és a játékos karaktereivel együtt) üldözi Sheltemet világokon át. Mind Corak, mind Sheltem elpusztulnak a Xeen nacellen vívott végső ütközetben.
A hatodik, hetedik és nyolcadik rész már egy új világban, egy Enroth nevű bolygón játszódik, melyet az Ironfist dinasztia ural. A planétát elárasztják az Ősök ellenségei, a démonszerű Kreeganek, akiket ördögöknek neveznek. Egyben az is kiderül, hogy az Ősök és a Kreeganek évezredek óta húzódó háborúja az, ami végül is az egykor futurisztikus technológiával rendelkező bolygót visszataszította a barbár középkori környezetbe. A Heroes of Might and Magic sorozattal párhuzamosan futó történetben fokozatosan rajzolódik ki az Ironfist dinasztia története és végzete - a Heroes-sorozatból azonban teljes egészében hiányoznak a sci-fi elemek, még úgy is, hogy a kreeganek ördögökként benne vannak.
A kilencedik rész már Enroth pusztulása után játszódik, egy Axeoth nevű világban, a tizedik pedig ettől szintén elszakadva, Ashan világában, amely már teljesen mellőzi a sci-fi elemeket.

## Külső hivatkozások
- A Might and Magic világ cselekményéről bővebben Archiválva 2021. január 27-i dátummal a Wayback Machine-ben
- Might and Magic Tribute
- Erathia Felszabadítás Párt)

## Fordítás
Ez a szócikk részben vagy egészben  a   Might and Magic című angol Wikipédia-szócikk ezen változatának fordításán alapul.  Az eredeti cikk szerkesztőit annak laptörténete sorolja fel. Ez a jelzés csupán a megfogalmazás eredetét és a szerzői jogokat jelzi, nem szolgál a cikkben szereplő információk forrásmegjelöléseként.